# Rosenmühle (Roden)
Rosenmühle ist ein Gemeindeteil der Gemeinde Roden im unterfränkischen Landkreis Main-Spessart in Bayern. Rosenmühle liegt in der Gemarkung Roden.

## Geografie
Die Einöde liegt in direkter Nachbarschaft zur Brunnen-, Holz- und Neu- am rechten Ufer des Karbachs. Eine Gemeindeverbindungsstraße führt zur Staatsstraße 2438 (0,2 km nordwestlich) bzw. nach Roden zur St 2438 (1,2 km nordöstlich).

## Geschichte
Mit dem Gemeindeedikt (frühes 19. Jahrhundert) wurde Rosenmühle der neu gebildeten Ruralgemeinde Roden zugewiesen, der es bis heute angehört.